# Grande Prêmio de Mônaco de 2017
O Grande Prêmio de Mônaco de 2017 (formalmente denominado Formula 1 Grand Prix de Monaco 2017) foi a sexta etapa da temporada de 2017 da Fórmula 1. Disputada em 28 de maio de 2017 no Circuito de Monte Carlo, Monte Carlo, Mônaco, foi vencida pelo alemão Sebastian Vettel. Completam o pódio o finlandês Kimi Räikkönen e o australiano Daniel Ricciardo.

## Relatório

### Antecedentes
Em meados de abril a McLaren anunciou que retornaria a disputar as 500 Milhas de Indianápolis e que seria representada por Fernando Alonso, titular da equipe na Fórmula 1. Alonso ficará fora do GP de Mônaco, pois as duas corridas serão disputadas no mesmo dia. O substituto do espanhol será o britânico Jenson Button.

### Treino Classificatório[4]
Q1
Líder do campeonato, Sebastian Vettel foi o primeiro a ir para a pista, seguido do companheiro de equipe Kimi Räikkönen. Com os dois carros na frente, a Ferrari passou a ser desafiada pela RBR, com Verstappen e Ricciardo se revezando na primeira colocação, até que o holandês assumisse a ponta, anotando 1m13s078. Muito discretas, as Mercedes ficaram em quinto com Bottas (1m13s325), e décimo com Hamilton (1m13s640). Após Esteban Ocon bater no terceiro treino livre, a Force India trabalhou bem, e conseguiu consertar o bólido do francês a tempo de colocá-lo no Q1, mas ele não conseguiu passar para a fase seguinte, na 16ª posição. Romain Grosjean roda sozinho e fica perigosamente no sentido contário da pista. Problemas para a Sauber de Marcus Ericsson. O sueco fica na última colocação do Q1.
Eliminados: Esteban Ocon (Force India), Jolyon Palmer (Renault), Lance Stroll (Williams), Pascal Wehrlein (Sauber) e Marcus Ericsson (Sauber).
Q2
Se a RBR deu as cartas no Q1, na segunda parte do treino foi a vez da Ferrari ficar na ponta, com Kimi Räikkönen anotando 1m12s231. Vettel veio na sequência, seguido por Verstappen, Bottas em quarto, e Ricciardo em quinto. Hamilton já vinha sofrendo com problemas no carro da Mercedes no Q1, e no Q2 não conseguiu avançar. Cometendo erros, o inglês teve que abortar a última tentativa de volta rápida graças a bandeira amarela gerada pelo acidente com Stoffel Vandoorne no minuto final. O brasileiro Felipe Massa também não conseguiu completar sua volta rápida, terminando em 15º. Em seu retorno à Fórmula 1, Jenson Button levou a McLaren ao Q3, em décimo.
Eliminados: Daniil Kvyat (Toro Rosso), Nico Hülkenberg (Renault), Kevin Magnussen (Haas), Lewis Hamilton (Mercedes) e Felipe Massa (Williams)
Q3
Com Lewis Hamilton fora da briga, Kimi Raikkonen comandou o Q3, assumindo a ponta desde o início para fazer a pole position, e de quebra pulverizar o recorde da pista com 1m12s178. Sebastian Vettel fez uma volta voadora na última tentativa e completou a dobradinha da Ferrari, apenas 0s043 atrás do companheiro de equipe. Apesar do mau desempenho de Lewis Hamilton, Valtteri Bottas levou a Mercedes até a terceira posição, seguido de Verstappen, Ricciardo, Sainz, Pérez, Grosjean, Button e Vandoorne fecharam os 10 primeiros.

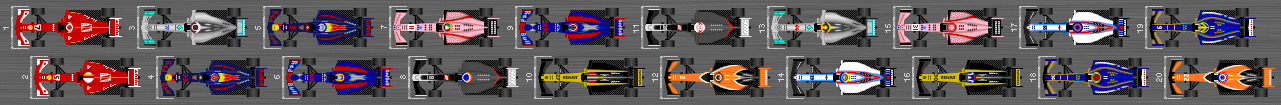
Grid de Largada

### Corrida
Ao contrário do que costuma acontecer, a largada do GP de Mônaco foi limpa, sem nenhum grande entrevero. Kimi Räikkönen manteve a liderança com tranquilidade, seguido de Sebastian Vettel e Valtteri Bottas. Tentando a ultrapassagem sobre Max Verstappen, Daniel Ricciardo tocou de leve o companheiro de equipe, mas ambos mantiveram suas posições, com o holandês em quarto e o australiano em quinto. Largando da 13ª colocação, Hamilton tracionou melhor e conseguiu a ultrapassagem sobre Stoffel Vandoorne. Felipe Massa manteve o 14º lugar. Voltando à F1, Jenson Button saiu dos boxes em último.
Vindo de um grande resultado em Barcelona, onde foi oitavo, Pascal Wehrlein largou em 18º, teve de ir aos boxes, e acabou solto pela Sauber na frente de Button. A FIA resolveu punir o alemão em 5s por ter atrapalhado o campeão mundial de 2009. Os dois ainda viriam a se encontram no fim da corrida em um acidente.
Nico Hülkenberg teve problemas com o câmbio no carro da Renault, e foi obrigado a abandonar a corrida. Quase que simultaneamente, Sergio Pérez foi aos boxes efetuar a troca da asa dianteira, que estava danificada graças a um leve toque no muro. Com isso, Hamilton entrou na zona de pontuação pela primeira vez no dia, assumindo o 10º lugar.

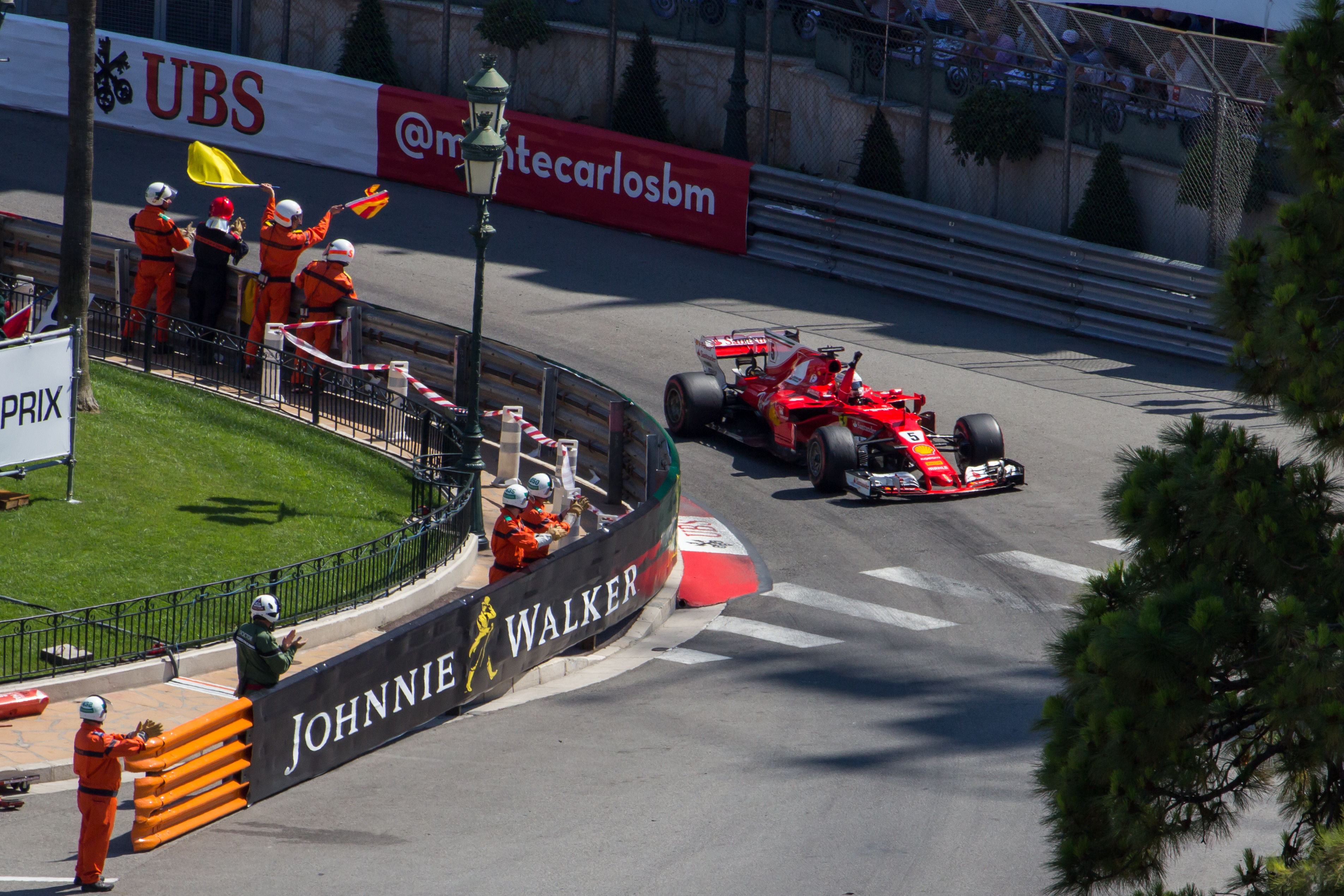
Sebastian Vettel comemorando sua vitória no GP de Mônaco.

Verstappen foi o primeiro do Top 5 a parar, e calçou sua RBR com pneus supermacios. O holandês voltou à pista na quinta colocação, iniciando uma perseguição à Mercedes de Bottas.
Na volta 34, o líder Räikkönen enfim foi aos boxes para efetuar a troca de pneus. A Ferrari perdeu um pouco de tempo na troca da roda traseira esquerda, em um pit stop de 3s4. Com a pista livre, Vettel passou a voar baixo na tentativa de abrir uma distância suficiente para conseguir parar, e depois voltar na frente de Räikkönen. Deu certo. O alemão entrou nos boxes na volta 39, colocou pneus supermacios, e conseguiu voltar ainda na liderança.
Após o acidente de Jenson Button e Pascal Wehrlein, o safety car foi acionado. Na relargada, Vettel sustenta a liderança e ruma tranquilo para a vitória.
Ainda deu tempo para Ericsson, e depois Vandoorne errarem sozinhos, com ambos abandonando a prova. Desespero na McLaren, que estava conseguindo marcar o seu primeiro ponto na temporada.
Pérez também não quis ficar atrás, e fez uma barbeiragem, jogando Kvyat no muro. Melhor para o brasileiro Felipe Massa, que ganhou duas posições e terminou a prova em 9º lugar, entrando na zona de pontuação depois de um fim de semana bem complicado com a Williams.

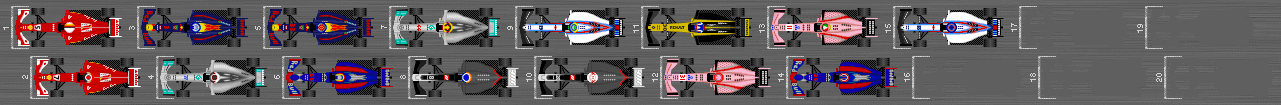
Resultado da corrida

## Pneus
| Nome do composto | Cor | Banda de rolamento | Condições de Tempo | Dry Type  | Aderência      | Longevidade   |
| ---------------- | --- | ------------------ | ------------------ | --------- | -------------- | ------------- |
| Ultra Macio      |     | Slick (P Zero)     | Seco               | Ultrasoft | Mais aderência | Menos durável |
| Super Macio      |     | Slick (P Zero)     | Seco               | Supersoft | Mais aderência | Menos durável |
| Macio            |     | Slick (P Zero)     | Seco               | Soft      | Médio          | Médio         |

## Resultados

### Treino Classificatório
| Pos.                     | Nº | Piloto            | Construtor           | Q1       | Q2       | Q3       | Grid |
| ------------------------ | -- | ----------------- | -------------------- | -------- | -------- | -------- | ---- |
| 1                        | 7  | Kimi Räikkönen    | Ferrari              | 1:13.117 | 1:12.231 | 1:12.178 | 1    |
| 2                        | 5  | Sebastian Vettel  | Ferrari              | 1:13.090 | 1:12.449 | 1:12.221 | 2    |
| 3                        | 77 | Valtteri Bottas   | Mercedes             | 1:13.325 | 1:12.901 | 1:12.223 | 3    |
| 4                        | 33 | Max Verstappen    | Red Bull-TAG Heuer   | 1:13.078 | 1:12.697 | 1:12.496 | 4    |
| 5                        | 3  | Daniel Ricciardo  | Red Bull-TAG Heuer   | 1:13.219 | 1:13.011 | 1:12.998 | 5    |
| 6                        | 55 | Carlos Sainz Jr.  | Toro Rosso           | 1:13.526 | 1:13.397 | 1:13.162 | 6    |
| 7                        | 11 | Sergio Pérez      | Force India-Mercedes | 1:13.530 | 1:13.430 | 1:13.329 | 7    |
| 8                        | 8  | Romain Grosjean   | Haas-Ferrari         | 1:13.786 | 1:13.203 | 1:13.349 | 8    |
| 9                        | 22 | Jenson Button     | McLaren-Honda        | 1:13.723 | 1:13.453 | 1:13.613 | 20 2 |
| 10                       | 2  | Stoffel Vandoorne | McLaren-Honda        | 1:13.476 | 1:13.249 | S/Tempo  | 12 1 |
| 11                       | 26 | Daniil Kvyat      | Toro Rosso           | 1:13.899 | 1:13.516 | —        | 9    |
| 12                       | 27 | Nico Hülkenberg   | Renault              | 1:13.787 | 1:13.628 | —        | 10   |
| 13                       | 20 | Kevin Magnussen   | Haas-Ferrari         | 1:13.531 | 1:13.959 | —        | 11   |
| 14                       | 44 | Lewis Hamilton    | Mercedes             | 1:13.640 | 1:14.106 | —        | 13   |
| 15                       | 19 | Felipe Massa      | Williams-Mercedes    | 1:13.796 | 1:20.529 | —        | 14   |
| 16                       | 31 | Esteban Ocon      | Force India-Mercedes | 1:14.101 | —        | —        | 15   |
| 17                       | 30 | Jolyon Palmer     | Renault              | 1:14.696 | —        | —        | 16   |
| 18                       | 18 | Lance Stroll      | Williams-Mercedes    | 1:14.893 | —        | —        | 17   |
| 19                       | 94 | Pascal Wehrlein   | Sauber-Ferrari       | 1:15.159 | —        | —        | 18   |
| 20                       | 9  | Marcus Ericsson   | Sauber-Ferrari       | 1:15.276 | —        | —        | 19   |
| Tempo dos 107%: 1:18.193 |    |                   |                      |          |          |          |      |
| Fonte:                   |    |                   |                      |          |          |          |      |

Notas
↑1  - Stoffel Vandoorne perdeu três posições no grid, por ter sido considerado culpado em acidente com Felipe Massa no último GP, e largará em 12º.
↑2  - Jenson Button foi punido em 15 posições por troca de motor.

### Corrida
| Pos.   | Nu. | Piloto            | Construtor           | Voltas | Tempo/Retirado | Grid | Pontos |
| ------ | --- | ----------------- | -------------------- | ------ | -------------- | ---- | ------ |
| 1      | 5   | Sebastian Vettel  | Ferrari              | 78     | 1:44:44.320    | 2    | 25     |
| 2      | 7   | Kimi Räikkönen    | Ferrari              | 78     | +3.145         | 1    | 18     |
| 3      | 3   | Daniel Ricciardo  | Red Bull-TAG Heuer   | 78     | +3.745         | 5    | 15     |
| 4      | 77  | Valtteri Bottas   | Mercedes             | 78     | +5.517         | 3    | 12     |
| 5      | 33  | Max Verstappen    | Red Bull-TAG Heuer   | 78     | +6.199         | 4    | 10     |
| 6      | 55  | Carlos Sainz Jr.  | Toro Rosso           | 78     | +12.038        | 6    | 8      |
| 7      | 44  | Lewis Hamilton    | Mercedes             | 78     | +15.801        | 13   | 6      |
| 8      | 8   | Romain Grosjean   | Haas-Ferrari         | 78     | +18.150        | 8    | 4      |
| 9      | 19  | Felipe Massa      | Williams-Mercedes    | 78     | +19.445        | 14   | 2      |
| 10     | 20  | Kevin Magnussen   | Haas-Ferrari         | 78     | +21.443        | 11   | 1      |
| 11     | 30  | Jolyon Palmer     | Renault              | 78     | +22.737        | 16   |        |
| 12     | 31  | Esteban Ocon      | Force India-Mercedes | 78     | +23.725        | 15   |        |
| 13     | 11  | Sergio Pérez      | Force India-Mercedes | 78     | +39.089        | 7    |        |
| 14     | 26  | Daniil Kvyat      | Toro Rosso           | 71     | Colisão        | 9    |        |
| 15     | 18  | Lance Stroll      | Williams-Mercedes    | 71     | +7 Voltas      | 17   |        |
| Ret    | 2   | Stoffel Vandoorne | McLaren-Honda        | 66     | Spun off       | 12   |        |
| Ret    | 9   | Marcus Ericsson   | Sauber-Ferrari       | 63     | Spun off       | 19   |        |
| Ret    | 94  | Pascal Wehrlein   | Sauber-Ferrari       | 57     | Colisão        | 18   |        |
| Ret    | 22  | Jenson Button     | McLaren-Honda        | 57     | Colisão        | 20   |        |
| Ret    | 27  | Nico Hülkenberg   | Renault              | 15     | Câmbio         | 10   |        |
| Fonte: |     |                   |                      |        |                |      |        |

## Voltas na Liderança
- Commons

| Nº de Voltas | Piloto           | Voltas  |
| ------------ | ---------------- | ------- |
| 44           | Sebastian Vettel | (35-78) |
| 34           | Kimi Räikkönen   | (1-34)  |

## Curiosidades
- Jenson Button faz a sua corrida de número 306 e igualar o número de Michael Schumacher.
- Kimi Räikkönen volta a conquistar a pole position desde o Grande Prêmio da França de 2008.
- A Ferrari volta a vencer o Grande Prêmio de Mônaco desde 2001.
- Primeira dobradinha (1-2) da Ferrari desde o Grande Prêmio da Alemanha de 2010.

## 2017DHLFastest Pit Stop Award

### Resultado
| 1      | 3  | Daniel Ricciardo | Red Bull-TAG Heuer   | 2.60 | 25 |
| 2      | 44 | Lewis Hamilton   | Mercedes             | 2.61 | 18 |
| 3      | 77 | Valtteri Bottas  | Mercedes             | 2.65 | 15 |
| 4      | 19 | Felipe Massa     | Williams-Mercedes    | 2.74 | 12 |
| 5      | 55 | Carlos Sainz Jr. | Toro Rosso           | 2.75 | 10 |
| 6      | 22 | Jenson Button    | McLaren-Honda        | 2.80 | 8  |
| 7      | 20 | Kevin Magnussen  | Haas-Ferrari         | 2.84 | 6  |
| 8      | 31 | Esteban Ocon     | Force India-Mercedes | 2.85 | 4  |
| 9      | 8  | Romain Grosjean  | Haas-Ferrari         | 2.87 | 2  |
| 10     | 5  | Sebastian Vettel | Ferrari              | 2.88 | 1  |
| Fonte: |    |                  |                      |      |    |

### Classificação
| Tabela do DHL Fastest Pit Stop Award \| Pos \| Construtor \| Pontos \| Var \| \| --- \| -------------------- \| ------ \| --- \| \| 1 \| Williams-Mercedes \| 145 \| 0 \| \| 2 \| Mercedes \| 128 \| 1 \| \| 3 \| Red Bull-TAG Heuer \| 120 \| 1 \| \| 4 \| Toro Rosso \| 73 \| 0 \| \| 5 \| Force India-Mercedes \| 57 \| 0 \| \| 6 \| Ferrari \| 49 \| 0 \| \| 7 \| Haas-Ferrari \| 18 \| 0 \| \| 8 \| McLaren-Honda \| 16 \| 0 \| \| 9 \| Sauber-Ferrari \| 0 \| 0 \| \| 10 \| Renault \| 0 \| 0 \| |                      |        |     |
| Pos | Construtor           | Pontos | Var |
| 1 | Williams-Mercedes    | 145    | 0   |
| 2 | Mercedes             | 128    | 1   |
| 3 | Red Bull-TAG Heuer   | 120    | 1   |
| 4 | Toro Rosso           | 73     | 0   |
| 5 | Force India-Mercedes | 57     | 0   |
| 6 | Ferrari              | 49     | 0   |
| 7 | Haas-Ferrari         | 18     | 0   |
| 8 | McLaren-Honda        | 16     | 0   |
| 9 | Sauber-Ferrari       | 0      | 0   |
| 10 | Renault              | 0      | 0   |

## Tabela do campeonato após a corrida
Somente as cinco primeiras posições estão incluídas nas tabelas.
| Pos | Piloto           | Pontos | Var |
| --- | ---------------- | ------ | --- |
| 1   | Sebastian Vettel | 129    | 0   |
| 2   | Lewis Hamilton   | 104    | 0   |
| 3   | Valtteri Bottas  | 75     | 0   |
| 4   | Kimi Räikkönen   | 67     | 0   |
| 5   | Daniel Ricciardo | 52     | 0   |

| Pos | Construtor           | Pontos | Var |
| --- | -------------------- | ------ | --- |
| 1   | Ferrari              | 196    | 1   |
| 2   | Mercedes             | 179    | 1   |
| 3   | Red Bull-TAG Heuer   | 97     | 0   |
| 4   | Force India-Mercedes | 53     | 0   |
| 5   | Toro Rosso           | 29     | 0   |